# Monogamia

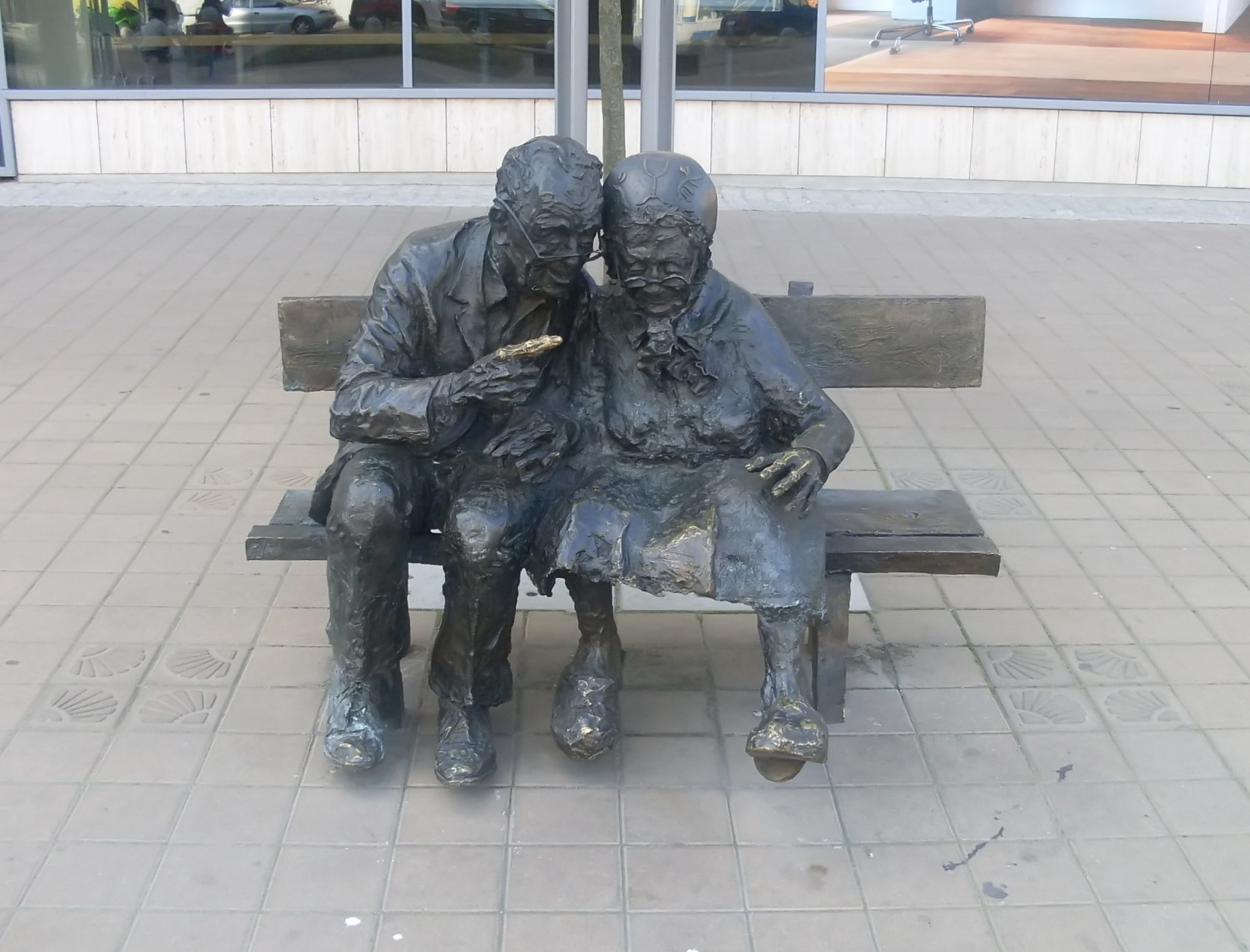
Escultura de bronce de un anciano matrimonio de Casubia situada en la plaza Kaszubski de Gdynia, Polonia, que conmemora su fidelidad monógama, durante el tiempo de su separación, mientras él trabajaba temporalmente en Estados Unidos.

La monogamia (del griego mónos, ‘uno’, y gamos, ‘unión’), en el mundo animal, se refiere a la relación de la pareja que mantiene un vínculo sexual exclusivo durante el período de reproducción y crianza (de las crías). En los humanos, la monogamia es un modelo de relaciones afectivo-sexuales o afectivas basado en un ideal de exclusividad sexual o afectiva por un periodo de tiempo indefinido entre dos personas unidas por un vínculo sancionado por el matrimonio, por la ley o por el derecho consuetudinario. Al practicante o creyente en este modelo de relación se le llama monógamo.
A diferencia de la monogamia, existen otros modelos de relaciones que posibilitan vincular afectiva y sexualmente a más de dos personas a la vez, como la no monogamia, que incluye la poligamia (sea poliándrica o poligínica) y el poliamor, entre otras.

## Monogamia seriada
La monogamia seriada se refiere a la práctica de restringir el contacto sexual o amoroso a una sola persona, por un tiempo limitado, después de lo cual se termina la relación para empezar alguna otra. Aunque se entiende que nunca hay más de una pareja al mismo tiempo, en la práctica, suele haber un período de traslape con la nueva pareja, pero también suelen existir períodos sin relación o de soltería. Dentro de la cultura occidental, esta forma de monogamia es más prevaleciente que la monogamia estricta, donde se tiene o se aspira a tener una sola pareja para toda la vida.[cita requerida]

## Antecedentes biológicos y antropológicos
- Según Barash,[1] existe abundante evidencia biológica, primatológica y antropológica que muestra, por mucho, que los humanos han sido propensos a tener múltiples compañeros sexuales, y por otro lado, parece no existir evidencia para mostrar que la monogamia sea algo natural o normal en el ser humano. Este estudio ha sido muy criticado por la comunudad científica.[2]

- Según Páez,[3] de la comunidad mamífera, solo un 3% es monógama. Ejemplos de mamíferos monógamos son: las orcas, algunos roedores y los caninos. Ejemplos de aves monógamas son: los pingüinos, los cuervos, los loros y las águilas.

Las cinco reglas que constituyen la monogamia (por Páez, 2006):
1. Cohabitación de macho y hembra y asociación selectiva de la pareja a largo plazo en períodos de crianza o no;
2. Agresión hacia miembros no familiares de la especie;
3. Atención intensa a la cría;
4. Procesos de reproducción regulados a nivel social;
5. Prevención del incesto de los individuos adultos.

En un estudio que realiza el antropólogo Ford junto con el psicólogo Beach, en 185 sociedades humanas encuentra que menos del 16% restringen sus miembros a la monogamia, pero solamente 5% desaprueban sexo extramarital (aunque esto no tiene en cuenta lo grandes relativamente que sean en individuos o a cuántos practiquen la poligamia dentro de las sociedades donde se permite; la mayoría practican una monogamia de facto).
En otro estudio de estructura social que abarca 238 diferentes sociedades humanas en todo el planeta, Murdoch encontró matrimonio monógamo en solo 43 de ellas; esto es, un porcentaje similar de alrededor del 16%.
Un estudio llevado a cabo en los Estados Unidos, publicado en la revista Nature, revela que el tipo de relación que sostienen dos tipos distintos de ratones (de pradera y de pantano) depende exclusivamente de un gen, encargado de codificar la proteína que tiene por nombre receptor de vasopresina. La proteína antemencionada trabaja en el paladium ventral, región cerebral que regula la sensación de premio, e íntimamente relacionada con la memoria.
Un virus, procesado genéticamente para expresar el mencionado gen, fue inyectado en el cerebro de ratones de pantano, conocidos por sus conductas polígamas. Sorprendentemente su conducta cambio radicalmente al volverse monógamos.
Como en otros casos, se podrían extrapolar resultados al ser humano; pero los artífices del experimento afirman, "esta investigación podría dar una orientación para explicar por qué algunos seres humanos no se comportan igual que otros en sus relaciones de pareja", sin asegurar nada.
- Según el paleoantropólogo Owen Lovejoy,[7] el ardipithecus ramidus, un ancestro del ser humano, habría encontrado la ventaja de caminar sobre sus dos pies con el fin de poder tener las manos libres para llevar comida a una hembra. Esta conducta habría disminuido la lucha entre esta clase de homínidos por el apareamiento, pues la hembra preferiría al macho sustentador más que al macho alfa. Asimismo, esta conducta habría hecho desaparecer antiguas espinas de queratina presentes en el pene de estos homínidos, lo que a su vez habría disminuido la sensibilidad táctil reproductiva e incrementado la duración del coito, lo que generaría una mayor duración de la cópula en nuestra especie respecto de nuestros antepasados, favoreciendo la creación de un vínculo más estable en la pareja y con ello la monogamia. Alan Dixson concluye que «La propensión de los hombres y las mujeres a formar relaciones duraderas con fines reproductivos es un rasgo antiguo, probablemente presente en los primeros miembros del género humano. La existencia de tales relaciones entre los sexos es universal en las poblaciones humanas existentes, y su existencia en formas ancestrales proporcionó la base biológica para la aparición posterior del matrimonio».[8]

## La monogamia en los seres humanos

### Expansión de la monogamia
La culturización que impuso la expansión europea expandió la monogamia a todas las colonias, y de ahí al mundo occidental hasta la actualidad.[cita requerida] La tradición del matrimonio y la idea de relaciones monógamas están ampliamente enraizadas en la sociedad occidental, especialmente en las esferas de la tradición judeocristiana y grecorromana, que lo considera la única manera natural y moral de sexualidad, pero también en la esfera política y social por sus leyes y normas.
Se sabe, sin embargo, que en la mayoría de culturas por fuera de la élite es común la monogamia, ya que esto facilita la crianza de los hijos, además de que la mayoría de los varones no pueden mantener a múltiples parejas (el caso de las sociedades islámicas por ejemplo, con la regla de mantener a la familia de las esposas).
La sociedad occidental establece como forma aceptable y deseable de relación humana la monogamia, bajo un paradigma basado en el amor romántico que en la actualidad domina el pensamiento planetario. En una forma inconsciente, las personas buscan afanosamente establecerse dentro de algún vínculo de pareja, pues admiten que la relación es factible solo entre dos personas. Hoy en día se incluye en dichas personas, a todas las preferencias sexuales. Su alto sentido de posesividad otorga seguridad pero también sometimiento, y encuentra su contraparte, en la inseguridad y el celo.[cita requerida]
Sin embargo, esta tendencia monógama parece alejada de la naturaleza biológica y de las manifestaciones antropológicas que hemos señalado las cuales por el contrario muestran una tendencia, en gran medida, distinta a la monogamia.[cita requerida]
A pesar de la expansión de la cultura occidental, en la tradición musulmana y en ciertos grupos étnicos adeptos a la poliginia o poliandria, se han logrado mantener su cultura de relación hasta nuestros días y hasta cierto punto. En unos casos, incrementando la poligamia por despoblación ante problemas de guerra y desastres naturales, y en otros reduciendo sus integrantes a la pareja, por factores globales de economía y sobrepoblación.[cita requerida]

### Origen social de la monogamia
A lo largo de la historia y según la cultura la sexualidad ha transformado sus prácticas. Existen dos teorías sobre la sexualidad natural humana. La clásica afirma que los humanos nos emparejamos pero mantenemos una estrategia mixta: una pareja de larga duración en la que se concentra el grueso del esfuerzo reproductivo y enlaces esporádicos tanto por parte del hombre como la mujer. A esta teoría clásica se enfrenta la propuesta por  Christopher Ryan y Cacilda Jethá en su obra Sex at Dawn. En ella afirman que la teoría clásica es incompatible con muchos hechos o que la interpretación que se hace de los mismos no soporta el escrutinio. Así mismo, afirman que una sexualidad de muchos hombres-muchas mujeres fue la práctica más habitual en las sociedades de cazadores-recolectores, así como lo es también en bonobos y chimpancés.
| Hecho | Teoría Clásica | Teoría Ryan-Jethá |
| --- | --- | --- |
| Infidelidad universal en matrimonios                                                                                | Estrategia mixta de reproducción | Tendencia natural a la variedad sexual |
| Orgasmo de la mujer lento respecto al hombre pero con capacidad de repetirse varias veces en un mismo encuentro     | El orgasmo en la mujer se considera algo accidental, como los pezones en el hombre | El hombre tiene un orgasmo rápido para dejar el camino libre al siguiente hombre. Sería normal en un encuentro sexual que varios hombres copularan con la misma mujer sin enfrentamiento ni violencia entre ellos ni con ella |
| Forma del pene que evacua eyaculaciones anteriores de la vagina                                                     | Protección contra infidelidad ocasional | Parte fundamental en la competición seminal por la reproducción, en vez de la competición entre individuos |
| Testículos externos al cuerpo                                                                                       | Mejora de la producción de esperma | Disponibilidad de esperma para sexo esporádico |
| Dimorfismo sexual: hombre 20% mayor que la mujer                                                                    | Leve tendencia a la poligamia | Igual dimorfismo que en bonobos y chimpancés. Los gibones, que son monógamos perfectos, no tienen dimorfismo. Las especies con poligamia como los orangutanes presentan dimorfismos muy por encima del 20% |
| Composición del esperma: el principio de la eyaculación contiene agentes protectores, el final contiene espermicida | Protección contra infidelidad ocasional | Parte fundamental en la competición seminal. Los hombres compiten por la fecundación en la vagina a través de su semen |
| Acidificación de la vagina para matar esperma                                                                       | Protección contra violaciones | Parte fundamental en la competición seminal. La mujer elige de forma velada -e inconsciente- qué semen podrá fecundarla |
| Ovulación oculta | Mecanismo para mantener al hombre cerca de la mujer todo el tiempo para evitar el acceso de otros hombres | Cuestiona que realmente sea tan oculta cuando los hombres muestran preferencia por mujeres ovulantes en diversos estudios |
| Celos | Mecanismo para evitar que el hombre provea con bienes y servicios a otra mujer, así como para evitar que la mujer alumbre hijos de otro hombre. Es decir: protege que la descendencia esté genéticamente enlazada con la pareja | La considera cultural y relacionada con las emociones de inseguridad y miedo. En sociedades modernas de cazadores recolectores no se observan celos relativos al sexo. Al contrario, hay documentadas muchas costumbres de compartir pareja con invitados y de que se considera descortés rechazar una propuesta sexual. Apunta como fallo de la teoría estándar que si la componente genética fuera lo importante, los celos por la infidelidad de la pareja con un hermano deberían ser menores o inexistentes y eso no ocurre. |
| Monogamia universal                                                                                                 | Afirma que todas las sociedades la practican | Afirma que las sociedades de cazadores recolectores modernas que existen en la actualidad no practican en ningún caso la monogamía. Así mismo, las crónicas de los exploradores europeos indican que las antiguas sociedades de cazadores- recolectores que encontraron tampoco eran monógamas |
| Violencia en chimpancés                                                                                             | Forma parte de nuestra naturaleza | Afirma que las famosas guerras entre chimpancés y las disputas internas en el grupo eran propiciadas por los investigadores al introducir alimento barato y concentrado: cajas con plátanos servidas en cierto lugar y a cierta hora. Afirma que en chimpancés salvajes sin intervención humana la violencia es mucho menor |
| Posición frente al bonobo                                                                                           | Ignora la relación entre los humanos y los bonobos | Los bonobos y los chimpancés tienen exactamente el mismo parentesco con los humanos. No hay uno más cercano a los humanos que a otro. Por tanto ignorar a los bonobos, cuya sexualidad es abundante y no es monógama es un error |
| Importancia de la paternidad                                                                                        | Los hombres dan mucha importancia a ser el auténtico padre de su hijo | Los hombres de sociedades de cazadores-recolectores creen en una paternidad diluida entre todos. Son comunes mitos como el de que una mujer debe copular con hombres altos, listos, rápidos, etc. para así aprovechar las ventajas de todos en el curso de un mismo embarazo |
| Hipergamia | La mujer prefiere hombres con mayores recursos materiales como parejas | En sociedades de cazadores recolectores la mujer y el hombre viven en una profunda igualdad y tienen acceso ilimitado a los recursos. La mujer no necesita de un hombre como intermediario para acceder a alimentos y otros recursos. |
| Alto número de coitos por hijo concebido                                                                            | El sexo sirve para mantener la relación de la pareja y no solo para reproducirse | En las especies animales monógamas o poligámicas el número de coitos por cría es muy bajo (decenas) mientras que en humanos el número es tan alto (500-1000) que no encaja. La función del sexo sería mantener la paz y la cohesión en el grupo humano y no solo la reproducción |

Con la aparición de la agricultura y la ganadería aparece también la propiedad privada, la cual transforma la sexualidad en prácticas monógamas, forma que garantiza la continuidad del patrimonio familiar. Para Bernal (2010) "El patriarcado surge con la monogamia del hombre, al mismo tiempo aparece la esclavitud, junto a ellos nace, en la economía, la propiedad privada". Por lo tanto, la función cultural de la propiedad privada recae en el sistema patriarcal que a su vez va ligado con el concepto de exclusividad que fomenta la autoridad de la figura masculina. Desde una perspectiva más compleja se puede definir a la monogamia como un cúmulo de constructos sociales para poder mantener el orden del orden familiar. Otras teorías vínculan la monogamia a una estrategia femenina para proteger a sus hijos de la violencia de los varones o viculada a la competencia entre estas.
Así, con el surgimiento de la familia patriarcal —en el sentido que le da la teoría feminista– la sexualidad tiene un doble significado: como fin reproductivo, aceptada socialmente dentro del matrimonio, o como fuente de placer solo para los hombres. Según Salguero, Córdoba y Sapién. (2014). “La sexualidad como la reproducción incorporan el carácter relacional, donde están en juego relaciones de poder a partir de los roles y expectativas definidas  socioculturalmente  para  varones  y  mujeres". Con la llegada del judaísmo continua la transformación. El Antiguo Testamento regula las conductas sexuales “apropiadas”. El matrimonio tenía como finalidad la descendencia, de manera que los hombres podían casarse con varias mujeres (recordemos el ejemplo del Rey Salomón, que supuestamente tuvo 700 mujeres y 300 concubinas), pero si las mujeres mantenían relaciones con otros hombres que no fueran sus maridos podían ser apedreadas.
En la cultura egipcia el incesto estaba permitido y la circuncisión formaba parte del ritual de iniciación a la adolescencia.
En Grecia se toleraba la homosexualidad entre hombres adultos y adolescentes, y por el contrario se valoraba a las mujeres como una “gyne”, es decir, “portadoras de hijos”.
En la Edad Media, la Iglesia consolida su poder y empieza a influir en la sociedad. Así, la Iglesia refrenda el matrimonio monógamo y declara la forma ideal de matrimonio como la unión indisoluble de dos personas ante Dios .
Las transformaciones continúan hasta nuestros tiempos. Los hechos mencionados son solo breves ejemplos de la variabilidad de concepción de la monogamia y la sexualidad a lo largo de la historia humana. Así, entendemos[¿quién?] que la monogamia no es una práctica “natural”, ni parte intrínseca de la biología humana, sino una construcción social la cual se ha ido transformando a partir de discursos hegemónicos o con la evolución de las sociedades.[cita requerida]
Por otro lado, existen diferentes teorías que entienden la monogamia como una consecuencia del sistema social basado en la propiedad privada. En la prehistoria, en el momento en que se poseyeron bienes individuales (agricultura, ganadería) existió la voluntad de traspasarlos como herencia, de manera que se quiso asegurar la descendencia, y fue entonces cuando apareció la monogamia.
Siguiendo la línea de estas teorías y acercando la mirada a la actualidad, la monogamia dentro del complejo familia-matrimonio no solo fomenta la propiedad privada sobre bienes materiales, sino que entiende a la pareja —a la persona— como propiedad. La exclusividad sexual y amorosa que se da dentro de la monogamia puede verse como un sentimiento de posesión hacia la otra persona.
Por otra parte, entender la monogamia como una construcción social la desnaturaliza y cuestiona la normalidad y normatividad de esta práctica.[¿quién?] Otras formas de sexualidad se han dado a lo largo de la historia y se dan actualmente en nuestra cultura y en otras. La monogamia, en su momento fue la manera de reproducir el orden y las jerarquías sociales mediante la transmisión de valores a los hijos, y ahora es una manera de satisfacer afectiva y sexualmente dentro de unos marcos restrictivos y manteniendo el sentimiento de propiedad.
En la actualidad, “el movimiento feminista replanteó la relación entre lo público y lo privado, estableciendo como principio fundamental el derecho a vivir una vida digna, recuperando el deseo y el derecho al placer" (Salguero, Córdoba y Sapién, 2014, p.87). Por lo tanto, la monogamia al igual que las otras formas de sexualidad se están replanteando desde una visión feminista, criticando las antiguas líneas del patriarcado proponiendo una deconstrucción en las nuevas maneras de relacionarse poniendo por encima de todo el amor propio y el respeto por la autonomía corporal.

### Crítica de la monogamia

#### Divorcio y separación
Según diversas opiniones la institución tradicional del matrimonio monógamo se enfrenta a un creciente deterioro.[cita requerida] En varias encuestas muestran que el 75% de los casados según esta institución experimentan algún tipo de sufrimiento, lo cual puede relacionarse en parte con que más de la mitad de los matrimonios terminen en divorcio o separación y su lapso de duración promedio, a escala mundial, sea inferior a cuatro años.[cita requerida] Por estas separaciones, las personas experimentan el continuo tránsito de una relación a otra (perfilando lo que se llama monogamia seriada). Los consecuentes divorcios o separaciones, van perfilando una sociedad que vive y busca relaciones monógamas pero, mientras llega la siguiente, o en su caso la primera, las personas se enfrentan a vivir sin pareja. Sin embargo, cabe señalar que la separación de la pareja es un fenómeno que existe por igual en otro tipo de relaciones.[cita requerida]

#### Menor compromiso
Las dificultades del divorcio y las separaciones han llevado a una menor voluntad de compromiso; a que algunas personas tengan una franca postura de rechazo a cualquier unión legalizada, y prefieran la unión libre, pero, incluso, acordando un control de natalidad obligatorio y manteniendo bienes y viviendas separadas.[cita requerida] Se observan acuerdos temporales, renovables e incluso corporativos.[cita requerida]

#### Infidelidad
Otra dificultad que experimenta la monogamia es la infidelidad o el engaño, pues las relaciones sexuales y románticas fuera de la pareja estable superan en muchos estudios, a más del 50%[cita requerida], en proporciones ligeramente superior entre hombres y mujeres.[cita requerida] En este sentido Freud afirmaba que “todos somos polígamos reprimidos”.[cita requerida]

#### Exclusión
La noción de exclusividad en la monogamia lleva a tener que elegir solo a una persona y a excluir a todos los posibles candidatos. Pero cuando el vínculo está formado, puede llegar a excluir al otro miembro de la pareja, por la elección de otra nueva, llevando a rupturas, en lo que se ha descrito como monogamia seriada. Pero a su vez la pareja se excluye de otras parejas; así las parejas, los miembros y candidatos excluidos, y con ello también sus hijos, muestran una sociedad muy fragmentada.[cita requerida]

#### La monogamia como construcción social
Desde las perspectivas construccionistas, la monogamia se entiende como un hecho social y cultural, es decir, una realidad construida a partir de los discursos generados dentro de un sistema político, económico y social determinado. De esto se desprende la desnaturalización de la monogamia, el romper con las teorías biológicas que determinan la monogamia como parte de la genética humana y que consideran imposible (o no conveniente) la existencia de otras prácticas sexuales y afectivas diferentes a la monogamia.
Entender la monogamia como una construcción social permite la aceptación de otros tipos de relación y evita la criminalización de otras prácticas como podría ser el poliamor, la poligamia u otros tipos de relaciones afectivo-sexuales libres que no están definidas, pero que sin tener nombre existen.

### Contracrítica

#### Sanidad sexual
Los defensores de la monogamia sostienen que es una forma que permite mayor sanidad sexual, en referencia a las infecciones de transmisión sexual.[cita requerida]

#### Valor personal
Según sus defensores, la monogamia no solo busca satisfacer necesidades reproductivas o de impulso sexual, sino también satisface necesidades emocionales humanas de una forma que no es posible en relaciones poligámicas por la superficialidad propia de la escasa duración temporal y la falta de compromiso asociadas a las mismas, por lo que carecen de elevado valor personal.[cita requerida] Consideran que los críticos de la monogamia no contemplan tampoco el valor espiritual que supone que una persona decida, voluntariamente, reservarse y entregarse en exclusiva a otra en un vínculo afectivo único, mutuo y con vocación de desarrollar y construir una vida en común.[cita requerida]

#### Supervivencia de la especie
La falta de compromiso de la poligamia tampoco favorece el compromiso con los hijos.[cita requerida] Un mayor número de parejas sexuales tampoco implica necesariamente un mayor compromiso de ninguno de las mismas, sino más bien al contrario.[cita requerida] La suma de varios compromisos menores tampoco implica un mejor compromiso cuando la atención debida a los hijos no se valora en términos cuantitativos, sino cualitativos. La desatención a los hijos dificulta su supervivencia, así como su desarrollo personal y emocional.
La falta de compromiso de la poligamia tampoco favorece necesariamente la ayuda o asistencia entre los miembros de vínculos sexuales. La suma de varios compañeros sexuales tampoco implica mejor atención ante los problemas de uno de ellos cuando la ayuda o asistencia necesitada no se valora en términos cuantitativos, sino cualitativos.
En las relaciones monogámicas ambos progenitores tienen en principio su atención totalmente dedicada a los hijos comunes en el marco de una relación de pareja de entrega voluntaria mutua al otro. La atención y el cuidado a los hijos comunes en una pareja monogámica tiende a ser completo, el máximo que los progenitores puedan proveer a los hijos. En una relación poligámica solo la mujer presta tal atención a los hijos, dado que es la única cuya filiación está claramente determinada, mientras que los varones, independientemente de si la filiación está determinada o no, tienden a prestar atención a otras mujeres sexualmente activas y sin cargas para ellos, lo que promueve la desatención de los hijos engendrados por parte del varón.   
La monogamia conlleva más probabilidad de que la asistencia o ayuda cuando esta es requerida por un progenitor, sea recibida del otro, al haberse entregado este último voluntariamente al otro para un proyecto de vida en común. Si el progenitor que necesita ayuda o asistencia muere, ese proyecto escogido voluntariamente quedaría destruido.